# Stazione di Annaka-Haruna
La Stazione di Annaka-Haruna (安中榛名駅?, Annaka-Haruna-eki) è una stazione ferroviaria della città di Annaka, nella prefettura di Gunma della regione del Kantō utilizzata dai servizi Shinkansen.

## Linee
- East Japan Railway Company
  - ■ Hokuriku Shinkansen